# Dinny Pails
Dennis Pails, detto Dinny (Nottingham, 4 marzo 1921 – Sydney, 22 novembre 1986), è stato un tennista australiano.

## Carriera
Australiano, ma nato in Inghilterra, Pails raggiunse la finale degli Australian Championships 1946 ma venne sconfitto da un altro australiano, John Bromwich. Nello stesso anno raggiunge la finale nel doppio maschile a Wimbledon insieme a Geoff Brown ma venne sconfitto dalla squadra di americani composta da Tom Brown e Jack Kramer. Nel 1947 si ripresenta alla finale degli Australian Championships incontrando di nuovo John Bromwich ma riuscendo ad avere la meglio conquistando così il suo unico titolo dello Slam. Nello stesso torneo raggiunge la semifinale nel doppio maschile mentre al Torneo di Wimbledon 1947 raggiunge la semifinale dove viene sconfitto dal futuro vincitore Jack Kramer.
Tra il 1946 e il 1947 giocò otto partite in Coppa Davis per la sua nazione vincendone tre e perdendo gli altri cinque match.

## Finali del Grande Slam

### Vinte (1)
| Anno | Torneo                   | Avversario in finale | Risultato               |
| 1947 | Australian Championships | John Bromwich        | 4-6, 6-4, 3-6, 7-5, 8-6 |

### Perse (1)
| Anno | Torneo                   | Avversario in finale | Risultato               |
| 1946 | Australian Championships | John Bromwich        | 5-7, 6-3, 7-5, 3-6, 6-2 |